# 1057 Wanda
Az 1057 Wanda (ideiglenes jelöléssel 1925 QB) a Naprendszer kisbolygóövében található aszteroida. Grigory Abramovich Shajn fedezte fel 1925. augusztus 16-án.